# Eidgenössische Volksinitiative «Rüstungsfinanzierung und Schutz der sozialen Errungenschaften»
Die Volksinitiative «Rüstungsfinanzierung und Schutz der sozialen Errungenschaften» stammte von der Sozialdemokratischen Partei der Schweiz und war ein typisches Ergebnis der damaligen weltpolitischen Konstellation: Kalter Krieg und heisser Koreakrieg. Der Abstimmungskampf wogte um die Problematik der Aufrüstung und die damit gleichzeitig verknappten Mittel für soziale Sicherheit. Die Initiative wurde in der Volksabstimmung letztlich verworfen.
Im Kontext des nach dem Zweiten Weltkrieg ausgebrochenen kalten Krieges zwischen demokratischem Kapitalismus und Kommunismus bemühte sich die bürgerliche Mehrheits-Politik in der Schweiz um eine forcierte Aufrüstung der Streitkräfte. Es wurden – als markantestes Beispiel – ab Mai 1949, also bereits kurz nach Eintritt der Aviatik-Welt ins Düsen-Zeitalter, fast 200 britische Kampfjets des Typs de Havilland DH.100 Vampire beschafft. Während des Koreakrieges von 1950 bis 1953 wurden fast die Hälfte (sic!) der gesamten Bundes-Haushaltsmittel für Landesverteidigung aufgewendet. Andere Haushalts-Bereiche wie die Sozialausgaben blieben da fast zwangsläufig aussen vor. Die 1948 per Volksabstimmung eingeführte AHV z. B. konnte gem. damaliger Kritik der Pro Senectute erst äusserst bescheidene Renten bezahlen, viele Pensionierte waren weiterhin auf Fürsorge-Leistungen angewiesen.
Diese Zustände bewogen die SPS 1950 zur Lancierung obgenannter Initiative. Sie wurde am 18. Mai 1952 schliesslich von Volk und Ständen verworfen. Dass dennoch eine latente Unzufriedenheit in der Bevölkerung schwelte, ergibt sich allerdings daraus, dass nicht mal zwei Monate später, am 6. Juli 1952, eine Verfassungsvorlage des Bundesrates unter dem Titel Deckung der Rüstungsausgaben ebenso verworfen wurde.  Bundesrat und Parlament zeigten in der Folge insofern ein gewisses Entgegenkommen, als eine Verfassungs-Vorlage zur Kontrolle der Preise ausgearbeitet wurde. Diese wurde dann in der Volksabstimmung vom 23. November 1952 gutgeheissen. Sie kostete den Bundeshaushalt wenig, die soziale Verantwortung wurde hier gewissermassen an die übrige Wirtschaft delegiert.

## Einzelnachweis
1. ↑  Hermann Keist: Geschichte der Luftwaffe. Hermann Keist, 2007, archiviert vom Original am 2. Mai 2008; abgerufen am 25. Dezember 2023.